# Dólopes
Los dólopes eran una tribu de la Antigua Grecia asentada al suroeste de Tesalia, junto al monte Pindo, y posteriormente en Epiro. Su territorio se denominaba Dolopia.
Según Homero, los dólopes se asentaban en los límites de Ftía y estaban, como los ftiotas, bajo el gobierno del mismo jefe, Peleo. Este les puso a Fénix como rey. Su territorio limitaba con el monte Pindo y zonas circundantes que pertenecían a los tesalios. También se los ubicaba en la isla de Esciros.
Eran uno de los pueblos miembros de la anfictionía de Delfos. Al igual que otros miembros de la anfictionía, colaboraron con los persas cuando tuvo lugar la invasión de Jerjes.
Según Pausanias, en época de Augusto ya no existían.